# Głodówka (gmina)
Głodówka – dawna gmina wiejska istniejąca przejściowo w 1920–21 i 1938–39 w województwie krakowskim. Siedzibą władz gminy była Głodówka (słow. Hladovka).
Gmina zbiorowa Głodówka funkcjonowała do 1920 roku jako okręg notarski, będący częścią powiatu Trzciana (Trsztena) w komitacie Árva (Orawa) (Królestwo Węgier).
W wyniku podziału Orawy z 28 lipca 1920 roku została włączona do Polski, a od 23 grudnia tego roku weszła w skład powiatu spisko-orawskiego w woj. krakowskim. Obejmowała wówczas wsie Głodówka i Sucha Góra.
Wkrótce jednak obszar powiatu spisko-orawskiego upodobniono do galicyjskiej (dawniej austriackiej) części woj. krakowskiego, przez co gminy zbiorowe podzielono na gminy jednostkowe. Brak dokładnej daty przeprowadzenia tego podziału, lecz spis GUS-u wykazujący stan administracyjny na 30 września 1921 roku, uwzględnia już gminy jednostkowe (gminę Głodówka podzielono na gminy Głodówka i Sucha Góra).
W 1924 doszło do zmiany granicy polsko-czechosłowackiej na Orawie – teren gminy Głodówka został włączony do Czechosłowacji w zamian za część Lipnicy Wielkiej.
Głodówka i Sucha Góra powróciły do Polski, do powiatu nowotarskiego, na mocy Dekretu Prezydenta Rzeczypospolitej z dnia 16 listopada 1938 i protokołu delimitacyjnego z 30 listopada 1938 roku.
30 czerwca 1939 obszar Głodówki i Suchej Góry włączono do gminy Chochołów w tymże powiecie.
Po kampanii wrześniowej miejscowości zostały włączone do Słowacji. Po zakończeniu II wojny światowej znalazły się ponownie w granicach Czechosłowacji.